# En la memoria todavía verde
En la memoria todavía verde (en inglés In memory yet green) es el primer tomo, publicado en 1979, de la primera autobiografía de Isaac Asimov, siendo el segundo tomo En la alegría todavía sentida (1980). Según su segunda esposa, en estos dos tomos relata su vida de forma cronológica y estructurada, enfocándose más los hechos que en las emociones que los rodearon. En este primer tomo narra los sucesos de 1920 a 1954, y en el segundo hasta 1978. Finalmente, en 1994 se publicó Yo, Asimov: Memorias, enfocado más en las emociones, nuevamente según su segunda esposa.